# Anotació d'ADN

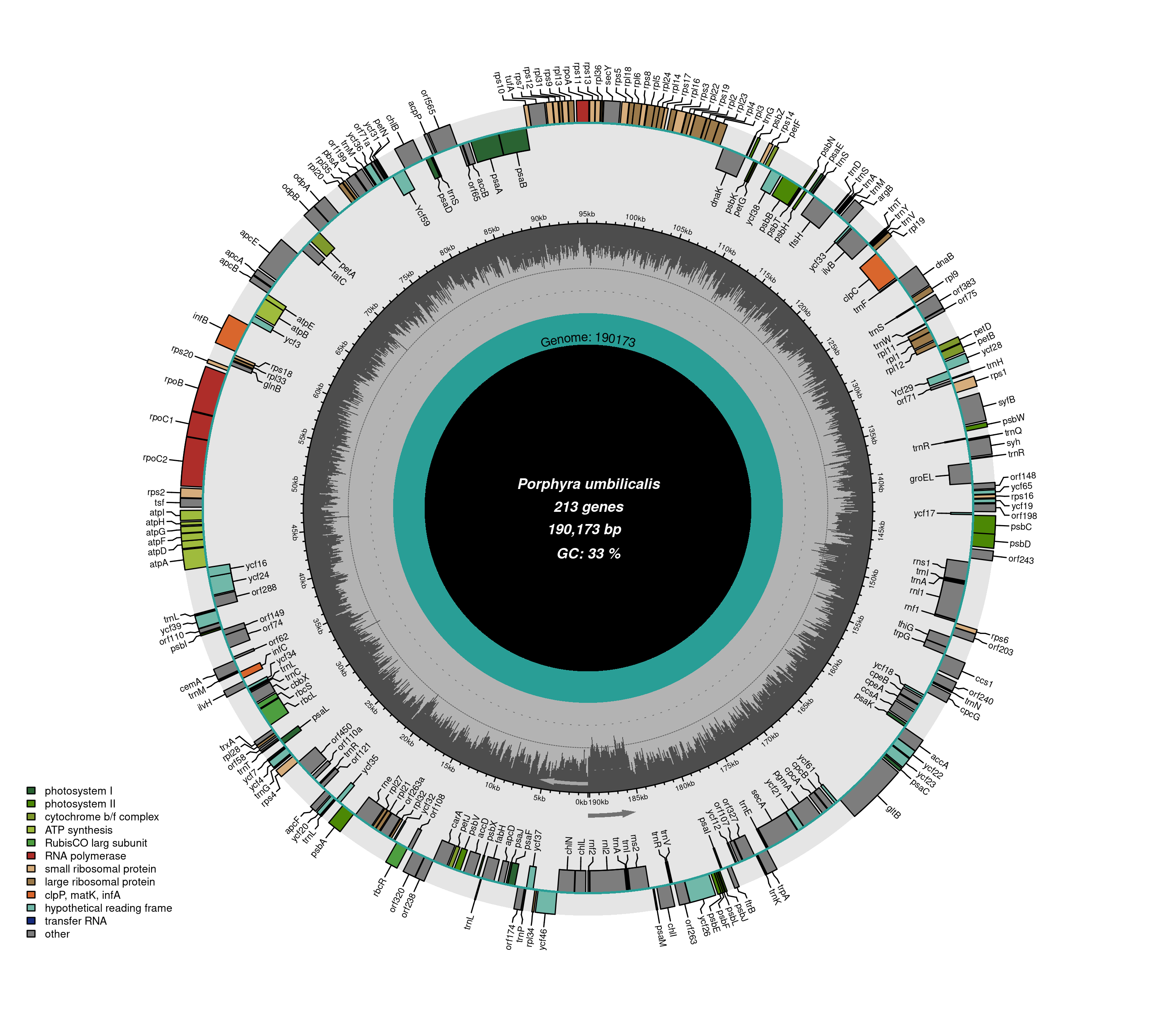
Una visualització de l'anotació del genoma del cloroplast de Porphyra umbilicalis (accés GenBank : MF385003.1) feta amb Chloroplot. El nombre de gens, la longitud del genoma i el contingut de GC es col·loquen al cercle negre central. El cercle gris exterior mostra el contingut de GC a totes les seccions del genoma. Tots els gens individuals es col·loquen al cercle més extern segons la seva posició en el genoma, la seva direcció de transcripció i la seva longitud; estan codificats per colors en funció de la funció o component cel·lular del qual formen part. Representades amb fletxes, les direccions de transcripció dels gens interns i externs s'enumeren en sentit horari i en sentit contrari, respectivament.

En biologia molecular i genètica, l'anotació d'ADN o l'anotació del genoma és el procés de descripció de l'estructura i la funció dels components d'un genoma, mitjançant l'anàlisi i interpretació d'ells per tal d'extreure el seu significat biològic i comprendre els processos biològics en què participen. Entre altres coses, identifica les ubicacions dels gens i totes les regions codificants d'un genoma i determina què fan aquests gens.
L'anotació es realitza després de seqüenciar i muntar un genoma, i és un pas necessari en l'anàlisi del genoma abans que la seqüència es dipositi en una base de dades i es descrigui en un article publicat. Tot i que la descripció de gens individuals i els seus productes o funcions és suficient per considerar aquesta descripció com una anotació, la profunditat de l'anàlisi informada a la literatura per a diferents genomes varia àmpliament, amb alguns informes que inclouen informació addicional que va més enllà d'una simple anotació. A més, a causa de la mida i la complexitat dels genomes seqüenciats, l'anotació de l'ADN no es realitza manualment, sinó que s'automatitza per mitjans computacionals. Tanmateix, les conclusions extretes dels resultats obtinguts requereixen una anàlisi manual d'experts.
L'anotació d'ADN es classifica en dues categories: l'anotació estructural, que identifica i demarca els elements d'un genoma, i l'anotació funcional, que assigna funcions a aquests elements. No és l'única manera en què s'ha categoritzat, ja que també s'han proposat diverses alternatives, com les classificacions per dimensió i per nivells.

## Història
La primera generació d'anotadors del genoma utilitzava mètodes locals ab initio, que es basen únicament en la informació que es pot extreure de la seqüència d'ADN a escala local, és a dir, un marc de lectura obert (ORF) alhora. Van aparèixer com una necessitat per gestionar l'enorme quantitat de dades produïdes per les tècniques de seqüenciació d'ADN Maxam-Gilbert i Sanger desenvolupades a finals dels anys setanta. El primer programari utilitzat per analitzar les lectures de seqüenciació és el paquet Staden, creat per Rodger Staden el 1977. Va realitzar diverses tasques relacionades amb l'anotació, com ara el recompte de bases i codons. De fet, l'ús de codons va ser l'estratègia principal utilitzada per diversos mètodes de predicció de la seqüència codificant de proteïnes (CDS) primerenques, basat en la suposició que les regions més traduïdes d'un genoma contenen codons amb els ARNt corresponents més abundants (les molècules encarregades de transportar els aminoàcids al ribosoma) permeten una traducció de síntesi de proteïnes més eficient. També se sabia que aquest era el cas dels codons sinònims, que sovint estan presents en proteïnes expressades a un nivell inferior.
L'arribada dels genomes complets a la dècada de 1990 (el primer és el genoma d'Haemophilus influenzae seqüenciat el 1995) va introduir una segona generació d'anotadors. Igual que a la generació anterior, van realitzar anotacions a través de mètodes ab initio, però ara s'apliquen a escala a tot el genoma. Els models de Markov són la força impulsora de molts algorismes utilitzats als anotadors d'aquesta generació; aquests models es poden pensar com a gràfics dirigits on els nodes representen diferents senyals genòmiques (com ara llocs d'inici de transcripció i traducció) connectats per fletxes que representen l'exploració de la seqüència. Per garantir que un model de Markov detecti un senyal genòmic, primer s'ha d'entrenar en una sèrie de senyals genòmics coneguts. La sortida dels models de Markov en el context de l'anotació inclou les probabilitats de cada tipus d'element genòmic en cada part del genoma, i un model de Markov precís assignarà altes probabilitats per corregir anotacions i baixes probabilitats a les incorrectes.

Una cronologia de llançament d'anotadors del genoma. Els quadres de punts indiquen les quatre generacions diferents d'anotadors del genoma i les seves característiques més representatives. Primera generació (blau) on els anotadors van utilitzar mètodes ab initio a escala local, segona generació (vermell) amb mètodes ab initio a tot el genoma, tercera generació (verd) caracteritzada per una combinació de mètodes ab initio i anotacions basades en l'homologia, i la quarta generació (taronja) en què un enfocament per a la identificació de l'ADN no codificat i l'estudi de les regions de la població no codificada es representa a la població.

A mesura que més genomes seqüenciats van començar a estar disponibles a principis i mitjans dels anys 2000, juntament amb les nombroses seqüències de proteïnes que es van obtenir experimentalment, els anotadors del genoma van començar a utilitzar mètodes basats en l'homologia, llançant la tercera generació d'anotació del genoma. Aquests nous mètodes van permetre als anotadors no només inferir elements genòmics a través de mitjans estadístics (com en generacions anteriors), sinó que també podien realitzar la seva tasca comparant la seqüència que s'anotava amb altres seqüències ja existents i validades. Aquests anomenats anotadors combinadors, que fan anotacions ab initio i basades en l'homologia, requereixen algorismes d'alineació ràpida per identificar regions d'homologia.
A finals dels anys 2000, l'anotació del genoma va desplaçar la seva atenció cap a la identificació de regions no codificants de l'ADN, cosa que es va aconseguir gràcies a l'aparició de mètodes per analitzar els llocs d'unió del factor de transcripció, els llocs de metilació de l'ADN, l'estructura de la cromatina i altres tècniques d'anàlisi d'ARN i regions reguladores. Altres anotadors del genoma també van començar a centrar-se en estudis a nivell de població representats pel pangenoma; fent-ho, per exemple, les canonades d'anotació asseguren que els gens bàsics d'un clade també es troben en nous genomes del mateix clade. Ambdues estratègies d'anotació constitueixen la quarta generació d'anotadors del genoma.
A la dècada de 2010, es van disposar les seqüències del genoma de més d'un miler d'individus humans (a través del Projecte 1000 Genomes) i diversos organismes model. Com a tal, l'anotació del genoma segueix sent un repte important per als científics que investiguen els genomes humans i altres.

## Anotació estructural

Diagrama de flux generalitzat d'un pipeline d'anotació del genoma estructural. En primer lloc, les regions repetitives d'un genoma muntat s'emmascaren mitjançant una biblioteca repetida. Aleshores, opcionalment, la seqüència emmascarada s'alinea amb totes les proves disponibles (EST, ARN i proteïnes) de l'organisme que s'anota. En els genomes eucariotes, cal identificar els llocs d'empalmament. Finalment, les seqüències codificants i no codificants contingudes en el genoma es prediuen amb l'ajuda de bases de dades de seqüències d'ADN, ARN i proteïnes conegudes, així com altra informació de suport.

L'anotació estructural descriu la ubicació precisa dels diferents elements en un genoma, com ara marcs de lectura oberts (ORF), seqüències codificants (CDS), exons, introns, repeticions, llocs d'empalmament, motius reguladors, codons d'inici i aturada i promotors. Els passos principals de l'anotació estructural són:
1. Repetiu la identificació i l'emmascarament.
2. Alineació de proves (opcional).
3. Identificació d'empalmes (només en eucariotes).
4. Predicció de característiques (seqüències codificants i no codificants).

## Anotació funcional
L'anotació funcional assigna funcions als elements genòmics trobats per l'anotació estructural, relacionant-los amb processos biològics com ara el cicle cel·lular, la mort cel·lular, el desenvolupament, el metabolisme, etc. També es pot utilitzar com a control de qualitat addicional identificant elements que poden haver estat anotats per error.

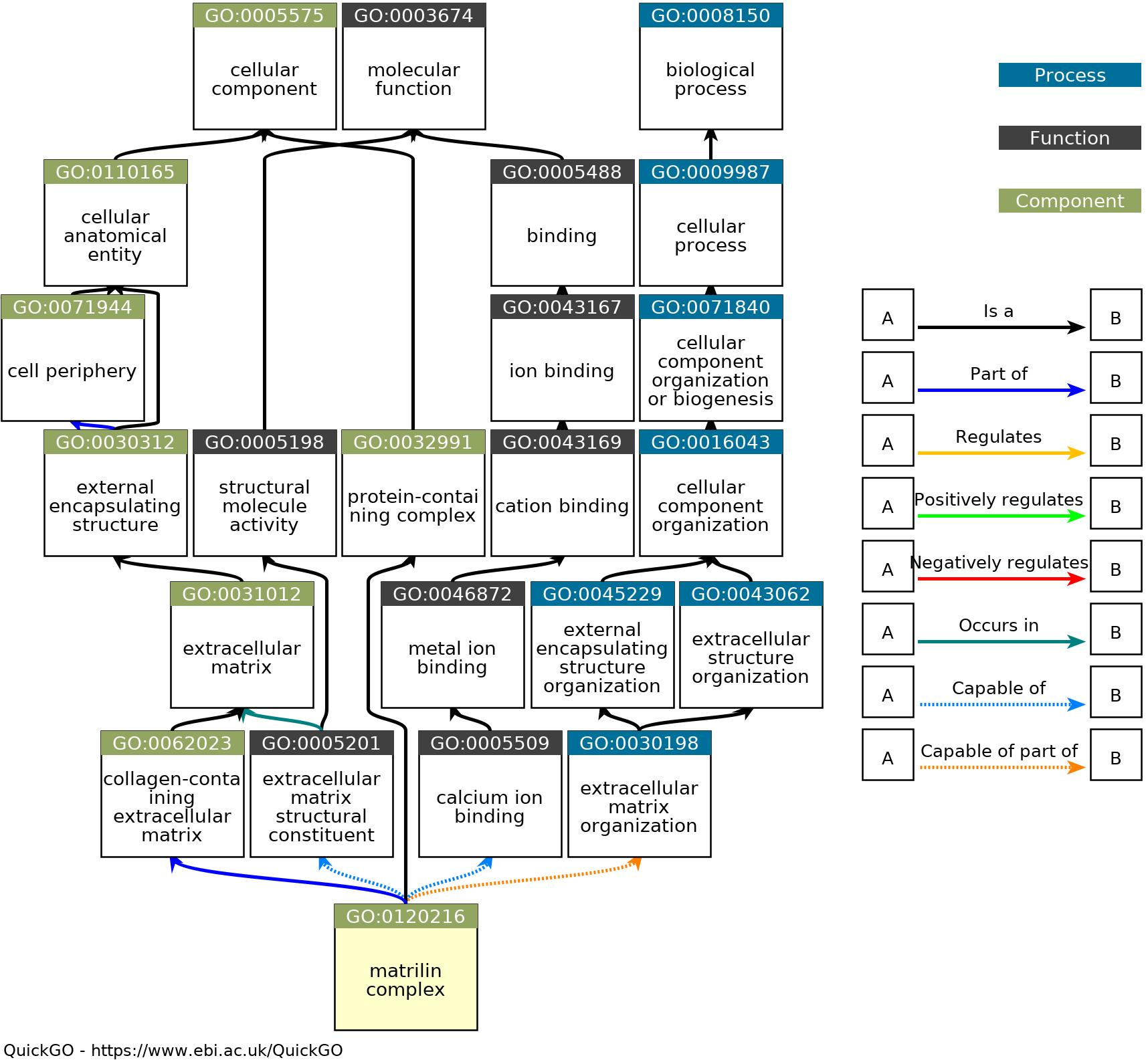
Un exemple de gràfic d'ancestres d'ontologia gènica (GO) organitzat com un gràfic acíclic dirigit extret de QuickGO. Mostra les funcions moleculars, els processos biològics i els components cel·lulars en què està implicat el complex de matrilina, un component de la matriu extracel·lular. Cada caixa és un terme d'ontologia que s'inclou en una de les tres categories GO i té un codi de colors respectivament. Els termes d'ontologia es relacionen entre si mitjançant qualificadors específics (com ara "és a", "part de", etc.), que es representen amb diferents tipus de fletxes.

## Visualització

Una instantània d'un fitxer GBK anotat creat amb Prokka. Mostra els components (característiques) d'una petita part del genoma de Candidatus Carsonella ruddii, incloses les seves posicions (anotació estructural) i funcions inferides (anotació funcional).

### Formats de fitxer
La visualització d'anotacions en un navegador de genoma requereix un fitxer de sortida descriptiu, que hauria de descriure les estructures intró-exó de cada anotació, els seus codons d'inici i aturada, UTR i transcripcions alternatives, i idealment hauria d'incloure informació sobre les alineacions de seqüències i prediccions de gens que donen suport a cada model de gen. Alguns formats utilitzats habitualment per descriure anotacions són GenBank, GFF3, GTF, BED i EMBL. Alguns d'aquests formats utilitzen vocabularis i ontologies controlades per definir les seves terminologies descriptives i garantir la interoperabilitat entre les eines d'anàlisi i visualització.

## Aplicacions

### Diagnòstic de la malaltia
L'ontologia gènica està sent utilitzada pels investigadors per establir una relació malaltia-gen, ja que GO ajuda a la identificació de gens nous, les alteracions en la seva expressió, distribució i funció en un conjunt diferent de condicions, com ara malalts versus sans. S'han creat bases de dades d'aquesta relació malaltia-gen de diferents organismes, com ara Plant-Pathogen Ontology, Plant-Associated Microbe Gene Ontology o DisGeNET. I alguns altres s'han implementat en bases de dades preexistents com Rat Disease Ontology a la base de dades del genoma de la rata.

### Bioremediació
Una gran diversitat d'enzims catabòlics implicats en la degradació d'hidrocarburs per part d'algunes soques bacterianes estan codificades per gens situats en els seus elements genètics mòbils (MGE). L'estudi d'aquests elements és de gran importància en l'àmbit de la bioremediació, ja que recentment s'ha buscat la inoculació de soques salvatges o modificades genèticament amb aquests MGE per tal d'adquirir aquestes capacitats de degradació d'hidrocarburs. El 2013, Phale et al. va publicar l'anotació del genoma d'una soca de Pseudomonas putida (CSV86), un bacteri conegut per la seva preferència del naftalè i altres compostos aromàtics sobre la glucosa com a font de carboni i energia. Per trobar els MGE d'aquest bacteri, el seu genoma es va anotar mitjançant RAST i el pipeline d'anotació del genoma procariotic (PGAP) NCBI, i la identificació de nou elements mòbils va ser possible amb la base de dades del cercador de seqüències d'inserció (IS). Aquesta anàlisi va concloure en la localització dels gens de la via superior de la degradació del naftalè, just al costat dels gens que codifiquen tRNA-Gly i la integrasa, així com la identificació dels gens que codifiquen enzims implicats en la degradació del salicilat, benzoat, 4-hidroxibenzoat, fenilacètic i àcid operònic implicat en el reconeixement de l'àcid hidroxifenil i l'àcid hidroxifenilic. en el transport de glucosa a la soca.